# Moita (Anadia)
Moita es una freguesia portuguesa situada en el municipio de Anadia. Según el censo de 2021, tiene una población de 2206 habitantes.
Hasta principios del siglo XIX el territorio de Moita constituyó un concelho independiente, con el nombre de Ferreiros, que corresponde a uno de los núcleos de población de la actual freguesia. 